# National Scenic Byway

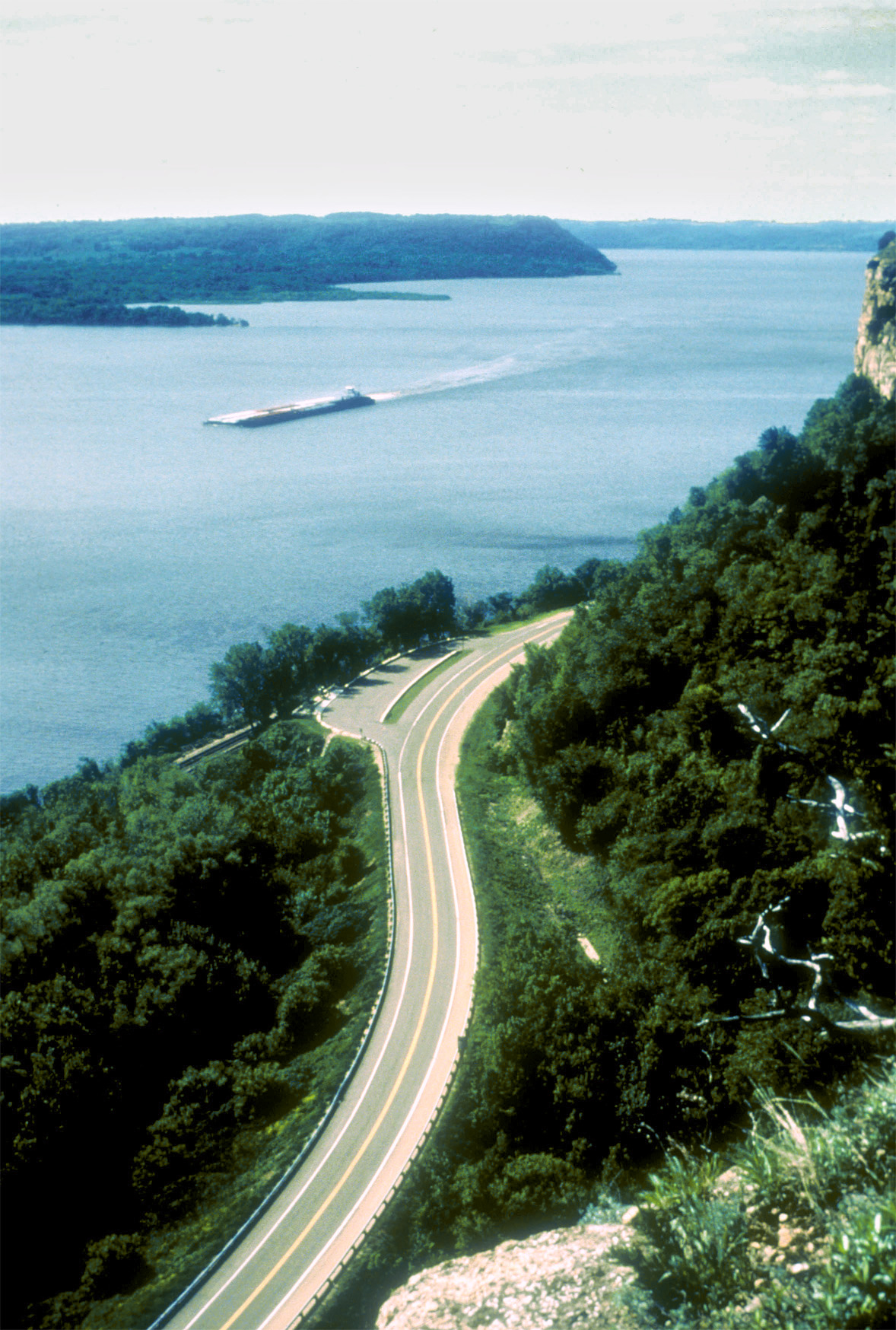
Teil der Great River Road entlang des Mississippi in Wisconsin

Als National Scenic Byways werden in den Vereinigten Staaten Straßen bezeichnet, die sich in ihrem Verlauf durch Sehenswürdigkeiten mit einer herausragenden archäologischen, kulturellen oder historischen Bedeutung, durch eine Umgebung mit einem hohen Erholungs- und Freizeitwert oder durch besonders sehenswerte Natur- und Landschaftsgegebenheiten auszeichnen.
Die entsprechenden intrinsischen Qualitäten, die eine solche Route kennzeichnen, müssen von mindestens signifikanter regionaler Bedeutung sein. Eine kleinere Auswahl aus den National Scenic Byways mit Sehenswürdigkeiten von nationaler Bedeutung, die darüber hinaus in den USA nur an einem einzigen Ort zu finden sind, wird als All-American Roads eingestuft. Eine Straße, die als All-American Road anerkannt werden soll, muss Qualitäten aufweisen, die sie für sich allein betrachtet zu einem interessanten Reiseziel machen.
Die Ausgaben für das 1991 eingeführte National-Scenic-Byways-Programm belaufen sich auf etwa 25 Millionen US-Dollar pro Jahr. Erstmals wurden 1996 Straßen in das Programm aufgenommen. Mit Stand von 2005 sind in 45 Bundesstaaten 27 Straßen als All-American Roads und 98 Straßen als National Scenic Byways anerkannt, die meisten davon in den Bundesstaaten Colorado und Oregon. Die längste zusammenhängende dieser Straßen ist der Ohio River Scenic Byway (1.518 Kilometer), die kürzeste der Las Vegas Strip (7,2 Kilometer).
Ein vergleichbares Konzept in Deutschland sind die Ferienstraßen.

## Geschichte und rechtliche Grundlagen

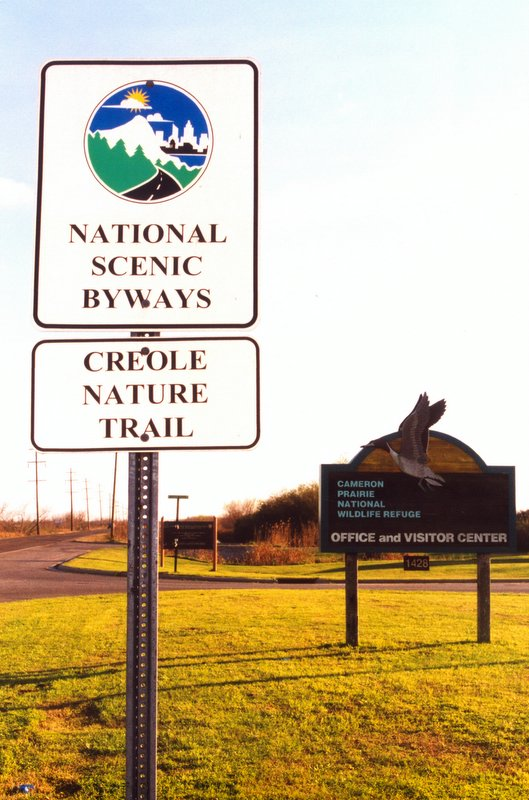
Kennzeichnung des Creole Nature Trail in Louisiana als National Scenic Byway

Die Anerkennung einer Straße als National Scenic Byway oder All-American Road erfolgt durch das US-Verkehrsministerium (engl. United States Department of Transportation, US DOT). Verwaltet wird das Programm durch die Federal Highway Administration. Diese veröffentlicht in regelmäßigen Abständen eine Ausschreibung zur Nominierung entsprechender Straßen. Vorschläge für eine Nominierung können durch jede Privatperson, durch Vereine oder durch andere Organisationen oder lokale Behörden bei der für Scenic Byways verantwortlichen Behörde des jeweiligen Bundesstaates eingereicht werden. In den meisten Fällen handelt es sich dabei um das entsprechende Verkehrsministerium. Die Nominierungen sind dann bei den zuständigen Regionalvertretungen des US-Verkehrsministeriums vorzulegen, durch die eine Prüfung der Unterlagen und gegebenenfalls eine Vorauswahl erfolgt. Die Vorschläge werden anschließend weitergeleitet an das Ministerium. Durch eine Kommission aus unabhängigen Experten aus den Bereichen Tourismus, Transport und Verkehr sowie Denkmalpflege erfolgt dann eine Untersuchung der Vorschläge. Dabei gibt jedes Mitglied der Kommission zu jeder Nominierung eine einzelne Bewertung ab. Die Ergebnisse werden anschließend von Mitarbeitern des Ministeriums zu einer Empfehlungsliste zusammengestellt, auf deren Basis der US-Verkehrsminister die endgültige Entscheidung über die Anerkennung trifft.
Die Einführung des Programms wurde 1991 durch den US-Kongress im Rahmen des Intermodal Surface Transportation Efficiency Act (ISTEA) beschlossen, um diese interessanten, aber oft wenig befahrenen Straßen zu erhalten und in den entsprechenden Regionen den Tourismus und die wirtschaftliche Entwicklung zu fördern. Durch dieses Gesetz wurden 74,3 Millionen US-Dollar für das Programm bereitgestellt. Im Jahr 1998 wurde das Programm durch den Transportation Equity Act for the 21st Century (TEA-21) und die Bewilligung von 148 Millionen US-Dollar erneut gefördert. Durch die Verlängerung des TEA-21 in Form des Safe, Accountable, Flexible, and Efficient Transportation Equity Act (SAFETEA) im Jahr 2005 werden bis 2009 weitere 175 Millionen Dollar bereitgestellt. Seit 1992 wurden jährlich im Durchschnitt etwa 25 Millionen US-Dollar an staatlichen Fördermitteln im National-Scenic-Byways-Programm ausgegeben. Von 2006 an sollen die Ausgaben um fünf Millionen US-Dollar pro Jahr auf 43,5 Millionen US-Dollar im Jahr 2009 steigen. Die Quote für die Förderung durch Mittel aus dem Bundeshaushalt beträgt im Regelfall 80 Prozent.
Im Mai 1995 wurden von der Federal Highway Administration erstmals Richtlinien zum Anerkennungsverfahren veröffentlicht, und 1996 wurden die ersten sechs All-American Roads und 14 weitere National Scenic Byways ausgewählt. Die ersten All-American Roads waren der in North Carolina verlaufende Teil des Blue Ridge Parkway, der Selma to Montgomery March Byway in Alabama, der Pacific Coast Highway in Kalifornien, der San Juan Skyway und die Trail Ridge Road/Beaver Meadow Road in Colorado sowie der Natchez Trace Parkway in Mississippi, Tennessee und Alabama. In weiteren Anerkennungsrunden wurden in den Jahren 1998 drei All-American Roads und 30 National Scenic Byways, 2000 sechs All-American Roads und 24 National Scenic Byways, 2002 13 All-American Roads und 26 National Scenic Byways und 2005 acht All-American Roads und 37 National Scenic Byways anerkannt. Diese Zahlen schließen Umwidmungen von National Scenic Byways zu All-American Roads sowie Ausweisungen von zusätzlichen Teilstücken bereits anerkannter Straßen mit ein, so dass, mit Stand von 2005, insgesamt 27 Straßen als All-American Roads und 98 Straßen als National Scenic Byways ausgewiesen sind. Eine weitere Ausschreibungsrunde fand 2008 statt, die dabei eingereichten Nominierungen werden gegenwärtig begutachtet.
Im Jahr 2005 wurde der Federal Highway Administration für ihre Aktivitäten im Rahmen des National-Scenic-Byways-Programms der Historic Preservation Award des US-amerikanischen Beirates für Denkmalpflege (engl. Advisory Council on Historic Preservation) verliehen.

## Weitere Scenic-Byways-Programme
Die Forstverwaltung des US-Agrarministeriums betreibt seit Mai 1988 ein eigenes Programm zur Kennzeichnung bestimmter landschaftlich reizvoll gelegener Straßen als National Forest Scenic Byways, teilweise auch als USDA Forest Service Byways bezeichnet. Ähnliche Programme existieren darüber hinaus auch in den meisten Bundesstaaten, so dass es neben den 125 Straßen im National-Scenic-Byways-Programm etwa 1.500 weitere Straßen gibt, die als „Scenic Byway“, „Scenic Highway“ oder „Scenic Drive“ gekennzeichnet sind. Mehrfache Auszeichnungen einer Straße im Rahmen verschiedener Programme sind dabei möglich.
Im Rahmen der National Survey on Recreation and the Environment, einer regelmäßig in den USA durchgeführten Verbraucherumfrage zum Thema Freizeitgestaltung, gaben im Jahr 2002 70 Prozent der Befragten an, die Bezeichnung „Scenic Byways“ zu kennen. 38 Prozent war das National-Scenic-Byways-Programm bekannt. Etwa 63 Prozent gaben an, entsprechend gekennzeichnete Straßen gelegentlich zu nutzen, rund ein Drittel tut dies nach eigenen Angaben regelmäßig.

## Merkmale von Scenic Byways

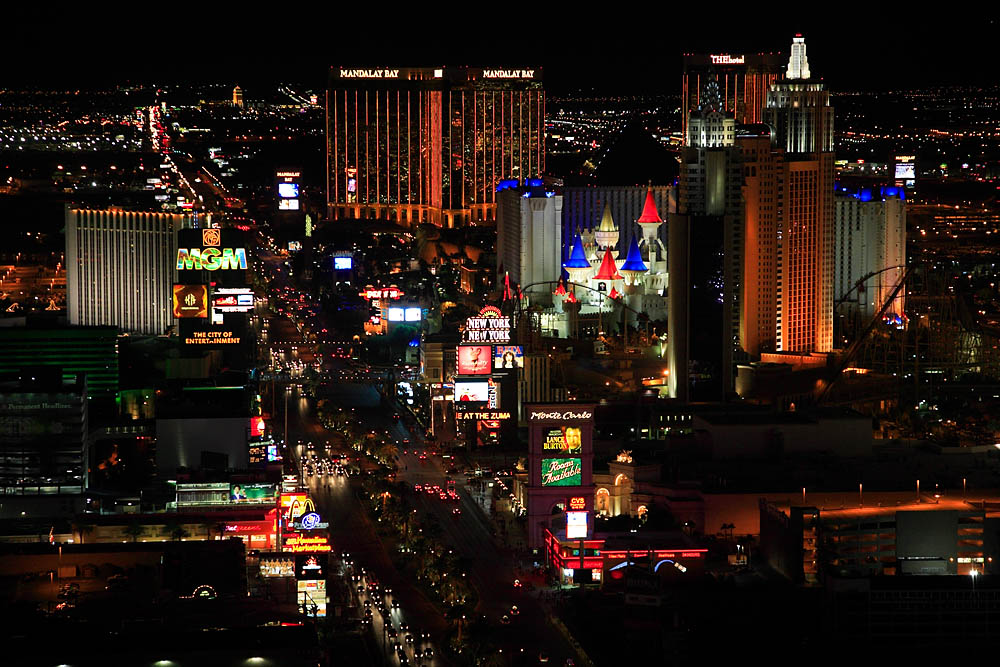
Der Las Vegas Strip bei Nacht

Scenic Byways sind meist als Nebenroute eines regulären Highways konzipiert und an diesem entsprechend durch Hinweistafeln ausgewiesen. In vielen Fällen handelt es sich um ältere Straßen, die durch neugebaute Fern- und Umgehungsstraßen abgelöst wurden und somit ihre ursprüngliche Bedeutung als Wege für den Fernreiseverkehr und den Gütertransport verloren haben. Der Zustand dieser Straßen, beispielsweise in Bezug auf ihre Breite, die Zahl der Spuren und andere straßenbauliche Vorgaben, entspricht deshalb teilweise nicht mehr den heutzutage geltenden Standards. Ein Teil der Scenic Byways ist jedoch im Rahmen der Förderung durch das Programm auch modernisiert worden. Darüber hinaus gibt es auch Scenic Byways, die von vornherein als vorrangig touristische Routen beziehungsweise als Zubringer zu einer bestimmten Sehenswürdigkeit konzipiert und gebaut wurden. Einige Scenic Byways sind auch als Strecken konzipiert, die in ihrem Verlauf, ihrer thematischen Ausrichtung folgend, aus Teilstücken von mehreren verschiedenen regulären Highways bestehen. Sie sind dann auf normalen Straßenkarten nicht als eigenständige Straße mit durchgehend gleicher Nummerierung zu erkennen, so dass man in diesem Fall auf die Beschilderung als Scenic Byway angewiesen ist. Die meisten National Scenic Byways weisen bereits durch einen entsprechenden Namen auf ihre Relevanz hin, wie beispielsweise der George Washington Memorial Parkway in Virginia, der Ohio River Scenic Byway in Illinois, Indiana und Ohio, oder der The Native American Scenic Byway in North Dakota und South Dakota.
Die insgesamt 125 All-American Roads und National Scenic Byways befinden sich in 45 Bundesstaaten, bisher ausgenommen sind nur die Staaten Hawaii, New Jersey, Massachusetts, Rhode Island und Texas. Die Staaten mit den meisten dieser Straßen sind Colorado und Oregon mit zehn, New Mexico mit acht und Kalifornien, Illinois, Minnesota sowie Utah mit sieben All-American Roads oder National Scenic Byways. 13 dieser Straßen verlaufen durch zwei Staaten und drei Straßen durch drei Staaten. Die Straßen, welche die meisten Staaten durchqueren, sind die Great River Road – Minnesota, Wisconsin, Iowa, Illinois, Missouri, Kentucky, Tennessee, Arkansas, Mississippi, und Louisiana, auf mehreren Teilstrecken mit einer Gesamtlänge von 3.330 Kilometern (2.069 Meilen) – und die Historic National Road, die auf einer Länge von 1.326 Kilometern (824 Meilen) durch Illinois, Indiana, Maryland, Ohio, Pennsylvania und West Virginia dem Verlauf des ersten Interstate Highway in der Geschichte der USA folgt. Die längste zusammenhängende Straße unter den National Scenic Byways ist mit einer Länge von 1.518 Kilometern (943 Meilen) der Ohio River Scenic Byway, die kürzeste mit einer Länge von 7,2 Kilometern (4,5 Meilen) der als All-American Road ausgewiesene Las Vegas Strip. Eine Besonderheit unter den National Scenic Byways stellt der Alaska Marine Highway dar. Dabei handelt es sich um eine im Staat Washington beginnende Fährverbindung, die auf einer Länge von 14.217 Kilometern (8.834 Meilen) entlang der Pazifikküste Alaskas verläuft. Mehrere Teilstücke der bekannten Route 66 sind seit 2005 auf einer Gesamtlänge von 2.269 Kilometern (1.410 Meilen) unter dem Namen Historic Route 66 als National Scenic Byway ausgewiesen. Vom Lincoln Highway, dem ältesten transkontinentalen Highway der Vereinigten Staaten, ist von seiner ursprünglichen Länge von 5.455 Kilometern (3.389 Meilen) ein 288 Kilometer (179 Meilen) langer Teil in Illinois als National Scenic Byway anerkannt.

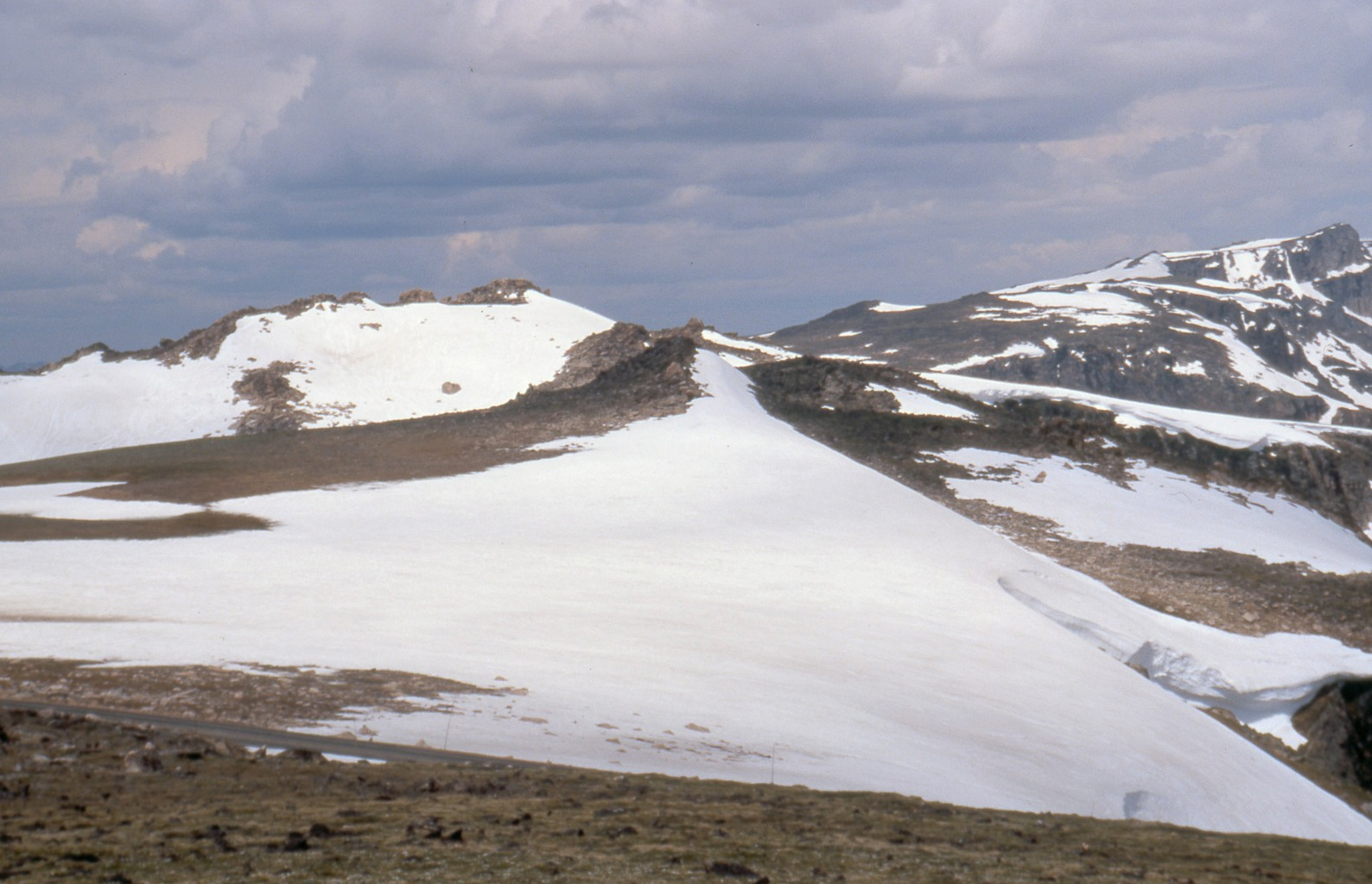
Der Beartooth-Pass, der höchstgelegene Teil des Beartooth Highways in Montana

Der Beartooth Highway in Montana und Wyoming, oft als schönster Highway Amerikas bezeichnet, wurde neben der Anerkennung als All-American Road auch in das National-Forest-Scenic-Byways-Programm sowie das Wyoming-State-Scenic-Byways-Programm aufgenommen. Er bietet auf einer Strecke von 111 Kilometern (69 Meilen) einen Übergang von einer dicht bewachsenen Waldlandschaft zu einer Tundra-artigen Vegetation und Eisgletschern, und am Beartooth Pass einen Anstieg bis auf eine Höhe von 3.345 Metern. Auch die weiteren im Folgenden genannten Scenic Byways zeichnen sich durch eine Aufnahme in drei verschiedene Scenic Byways Programme aus. Diese Auswahl repräsentiert damit Straßen, deren Qualitäten sowie regionale und überregionale Bedeutung für den Tourismus allgemein anerkannt sind. Eine solche dreifache Anerkennung durch das National Scenic Byways Programm, das National Forest Scenic Byways Programm und das entsprechende Programm des jeweiligen Bundesstaates gilt für den Talladega Scenic Drive in Alabama, den The Seward Highway in Alaska, den Coronado Trail Scenic Byway, den Kaibab Plateau-North Rim Parkway und den Sky Island Scenic Byway in Arizona, den Talimena Scenic Drive in Arkansas und Oklahoma, den Grand Mesa Scenic and Historic Byway und den San Juan Skyway in Colorado, den Russell-Brasstown National Scenic Byway in Georgia, die Tioga Road/Big Oak Flat Road in Kalifornien, den Edge of the Wilderness und den North Shore Scenic Drive in Minnesota, den Kancamagus Scenic Byway und den White Mountain Trail in New Hampshire, den Trail of the Mountain Spirits Scenic Byway und den Turquoise Trail in New Mexico, den Cascade Lakes Scenic Byway, den Hells Canyon Scenic Byway, den Rogue-Umpqua Scenic Byway und den McKenzie Pass-Santiam Pass Scenic Byway in Oregon, den Peter Norbeck Scenic Byway in South Dakota, die The Energy Loop: Huntington & Eccles Canyons Scenic Byways, den Flaming Gorge-Uintas Scenic Byway, den Highway 12 – A Journey Through Time Scenic Byway, den Logan Canyon Scenic Byway und den Nebo Loop Scenic Byway in Utah, den Stevens Pass Greenway in Washington sowie den Highland Scenic Highway in West Virginia.